# Antun Jovanovac (šumarski inženjer)
Antun Jovanovac (Zemun, 8. listopada 1878. — Zagreb, 10. listopada 1937.), hrvatski šumarski inženjer, direktor Direkcije šuma Zagreb, inspektor u Ministarstvu i sveučilišni predavač i pjesnik.

## Životopis
Rođen u Zemunu. U Zemunu je počeo osnovnu koju je završio ju je u Zagrebu, kamo mu je otac, sudski kancelarijski službenik, bio premješten. U Srijemskoj Mitrovici i Zemunu pohađao srednju. Maturirao 1897. U Beču je studirao na Visokoj poljodjelskoj školi šumarstvo. Studij je završio 1900. godine. Zaključni ispit bilo je polaganje posebnog ispita iz bujičarstva.
Poslije studija bio je vježbenik u Zemaljskoj vladi u Zagrebu kod Šumarskog odsjeka. Radio je u Lici (Srb, Zrmanja) i Banovini (Bešlinac, Žirovac) na izmjeri bujičnih područja, izradbi projekata i uređivanju bujica. Radio je u kotarskoj oblasti u Svetom Ivanu Zelini 1904. i kotarskoj oblasti u Kutini 1905. godine. Uslijedio je položeni ispit za samostalno vođenje šumskoga gospodarstva. Nakon toga premješten je 1906. u Čabar. U Čabru je bio šumarski referent kotarske oblasti. 1907. godinu službuje na istom mjestu u Karlovcu, a od 1908. istu dužnost obnaša u Fužinama. Bio je na glasu kao vrsni stručnjak za pošumljavanje te je 1911. poslan je u tadašnje austrijsko primorje na proučavanje metoda i uspješnosti u pošumljavanju krša i goleti. Od 1913. opet je pri Zemaljskoj vladi u Zagrebu. Iste je godine poslan u Njemačku da u renomiranim šumskim područjima proučava isprobane metode uređivanja šuma, radi primjene u hrvatskom šumarstvu. 
1914. je mobiliziran i poslan na rusko bojište. 1916. godine šumarski odsjek Zemaljske vlade u Zagrebu proglasio ga je kao prijeko potrebnog te ga je povukao natrag s bojišta u Zagreb. 
Od 1920. ondje je voditelj šumarskoga odsjeka. 1920. – 21. predavao je šumarsku politiku na Gospodarsko-šumarskom fakultetu u Zagrebu. Od 1922. je u Varaždinu u okružnom načelništvu. 1925. je godine postavljen je za načelnika u Generalnoj direkciji šuma pri Ministarstvu šuma i rudnika u Beogradu. Sljedeće se godine vratio u Varaždin kao šumarski nadsavjetnik za šumarskog referenta. Sljedeću godinu je u Karlovcu oblasni šumarski referent Primorsko-Krajiške oblasti, a 1929. postavljen je za direktora Direkcije šuma u Zagrebu. U Beogradu je opet od 1935. gdje je premješten k Ministartvu šuma i rudnika i iste je godine umirovljen na vlastiti zahtjev.
Izradio je projekte za uređivanje bujica (Srb, Zrmanja, Bešlinac, Žirovac) i gospodarske planove za brdske šume ondašnjih zemljišnih zajednica u Gorskom kotaru. S uspjehom je radio i na pošumljivanju primorskoga krša i goleti.
U šumama Gorskog kotara redovito radio na upravi i gospodarenju područnim šumama te izrađivao je i privredne planove za brdske šume zemljišnih zajednica, priznate kao najbolje te vrste. 
Pisao članke o iskorišćivanju šuma, uređivanju prebornih šuma i šumskim prinosima u Šumarskom listu (1920., 1922., 1925.). 
Dobro je proučavao zakone i to primjenjivao u šumarstvu. U Šumarskom listu objavio je 1920. godine nacrt naredbe kojom se, da bi se spriječila sjeća većih šumskih kompleksa koji su došli pod udar agrarne reforme, iskorišćivanje tih šuma do okončanja postupka ima izvršiti pod državnim nadzorom. Sudjelovao u komisijama za izradbu uredaba i naredaba u svezi s novim zakonom o šumama.
Umro je 1937. godine. Pokopan je na Mirogoju. Nadgrobni govor održali su mu kolege Ante Premužić i Alfons Kauders. 	
Jovanovac je oporučno ostavio legat Matici hrvatskoj. U oporuci se sjetio i siromašnih ljudi u gradovima u kojima je najduže službovao: Fužinama, Karlovcu, Varaždinu i Zagrebu.